# Barranc de Sales
El barranc de Sales és un barranc del terme de la Selva del Camp que passa al nord del poble, no lluny del nou polígon industrial. S'hi ha trobat restes de ceràmica romana imperial i alguns murs de pedres lligades amb morter d'una alçada d'uns 6 metres. El 2004 es van descobrir restes d'una vil·la romana rústica.